# Metamorphosis (Rolling Stones)
Metamorphosis is het derde compilatiealbum van The Rolling Stones. Het werd uitgegeven door Allen Klein (producer van ABKCO Records) na de bands vertrek van het het label Decca Records en Klein. Het in 1975 uitgegeven album bevat bekende opnames, opgenomen tussen 1964 tot 1970.
In augustus 2002 werd de Britse versie herdrukt, geremasterd en werd een sacd-Digi-pack, vervaardigd door ABKCO Records.

## Nummers
Alle nummers zijn geschreven door Mick Jagger en Keith Richards tenzij anders is aangegeven.
1. Out of Time – 3:22
2. Don't Lie to Me (Chuck Berry) – 2:00
3. Some Things Just Stick in Your Mind – 2:25
4. Each and Everyday of the Year – 2:48
5. Heart of Stone – 3:47
6. I'd Much Rather Be With the Boys – 2:11 (Andrew Loog Oldham/Keith Richards)
7. (Walkin' Thru The) Sleepy City – 2:51 (The Mighty Avengers)
8. We're Wastin' Time – 2:42 (Jimmy Tarbuck)
9. Try a Little Harder – 2:17
10. I Don't Know Why (Stevie Wonder/Paul Riser/Don Hunter/Lula Hardaway) – 3:01
11. If You Let Me – 3:17
12. Jiving Sister Fanny – 2:45
13. Downtown Suzie (Bill Wyman) – 3:52
14. Family – 4:05
15. Memo from Turner – 2:45
16. I'm Going Down – 2:52

## Hitlijsten

### Album
| Jaar | Hitlijst             | Notering |
| ---- | -------------------- | -------- |
| 1975 | UK Top 50 Albums     | 45       |
| 1975 | Billboard Pop Albums | 8        |

### Single
| Jaar | Single           | Hitlijst              | Notering |
| ---- | ---------------- | --------------------- | -------- |
| 1975 | I Don't Know Why | The Billboard Hot 100 | 42       |
| 1975 | Out Of Time      | The Billboard Hot 100 | 81       |
| 1975 | Out Of Time      | UK Top 50 Singles     | 45       |